# هور الكرماشية
هور الكرماشية أحد أهوار العراق يقع في قضاء سوق الشيوخ علي بعد 40 كم جنوب مدينة الناصرية مركز محافظة ذي قار جنوب العراق، يعد الهور جزءاً من هور الحمار الغربي، ويعتبر من أجمل الأهوار العراقية لكونه يمتاز بتنوعه الحيوي ونمط العيش الفريد من نوعه.